# Svetelka
Svetelka este o localitate din comuna Šentjur, Slovenia, cu o populație de 193 de locuitori.